# Freepsum
Freepsum ist ein Dorf in der Gemeinde Krummhörn im Landkreis Aurich in Ostfriesland. Der Ort mit 413 Einwohnern (Stand: 31. Dezember 2024) liegt zirka zehn Kilometer nordwestlich der Seehafenstadt Emden. Die Haufensiedlung war früher eine selbständige Gemeinde. Heute ist das Dorf einer der 19 Ortsteile der Gemeinde Krummhörn.

## Geografie
Freepsum liegt etwa drei Kilometer südöstlich von Pewsum, des Hauptortes der Gemeinde. Insgesamt bedeckt die Gemarkung eine Fläche von 7,34 Quadratkilometern. Das Warftendorf entstand in einem Knickmarschgebiet auf einer Höhe von 5 m ü. NHN. Östlich grenzt ein Bereich mit Kleimarsch an das Haufendorf. Unmittelbar im Südosten des Dorfes befindet sich das Freepsumer Meer, ein inzwischen trockengelegter, ehemaliger Binnensee. Der tiefste Punkt der entstandenen Senke galt mit 2,5 m unter NHN lange Zeit als der tiefstgelegene Punkt Deutschlands, wurde aber inzwischen von in Neuendorf-Sachsenbande amtlich vermessenen 3,5 m unter NHN abgelöst.

## Geschichte
Freepsum wird erstmals im 10. Jahrhundert als Fresbrahtteshem genannt sowie 1255 als Frebestum bezeichnet wurde. Der heutige Ortsname ist seit 1355 geläufig. Er ist eine Zusammensetzung des Rufnamens Fresbraht mit -um (= Heim). Die Bezeichnung Fresbraht wiederum enthält neben dem Stammesnamen der Friesen das altniederdeutsche Adjektiv braht, das glänzend bedeutet (vgl. englisch bright).
In Freepsum ließ der ostfriesische Häuptling Folkmar Allena 1404 eine Burg bauten. Sie ging später in den Besitz von Ewo Houwerda von Westerhusen über. Bereits 1436 wurde die Anlage von den Cirksena gemeinsam mit den Hamburgern wieder zerstört. Das Material wurde zur Verstärkung der Festung in Emden verwendet.
Freepsum zählte in der Hannoverschen Zeit Ostfrieslands zum Amt Emden (1824), darin zur Vogtei Larrelt und darin wiederum zur Untervogtei Larrelt, der neben dem Hauptort und Freepsum auch Wybelsum, Twixlum, Logumer Vorwerk, Groß Midlum und Westerhusen angehörten.

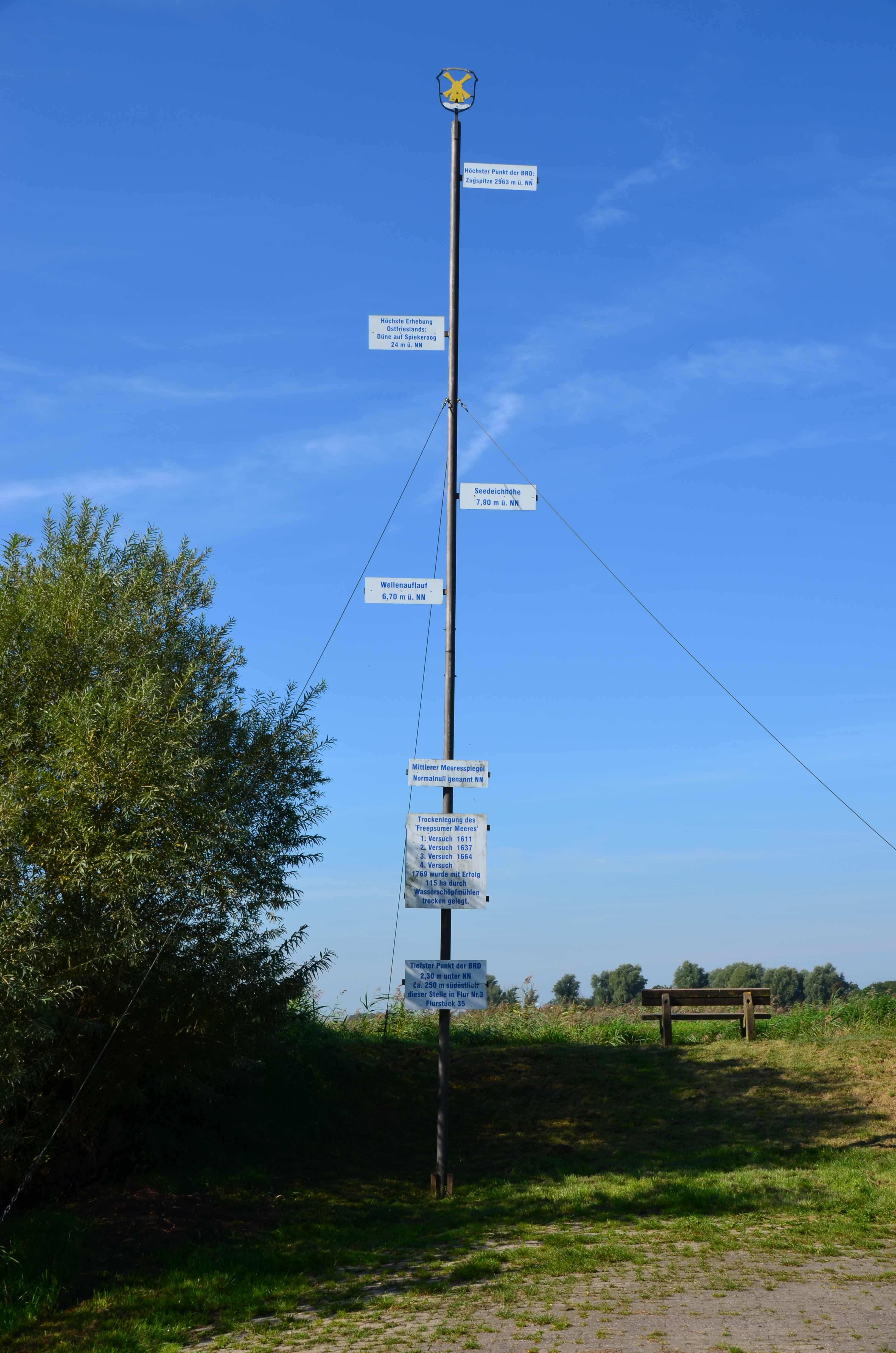
Ehemals tiefster Punkt Deutschlands

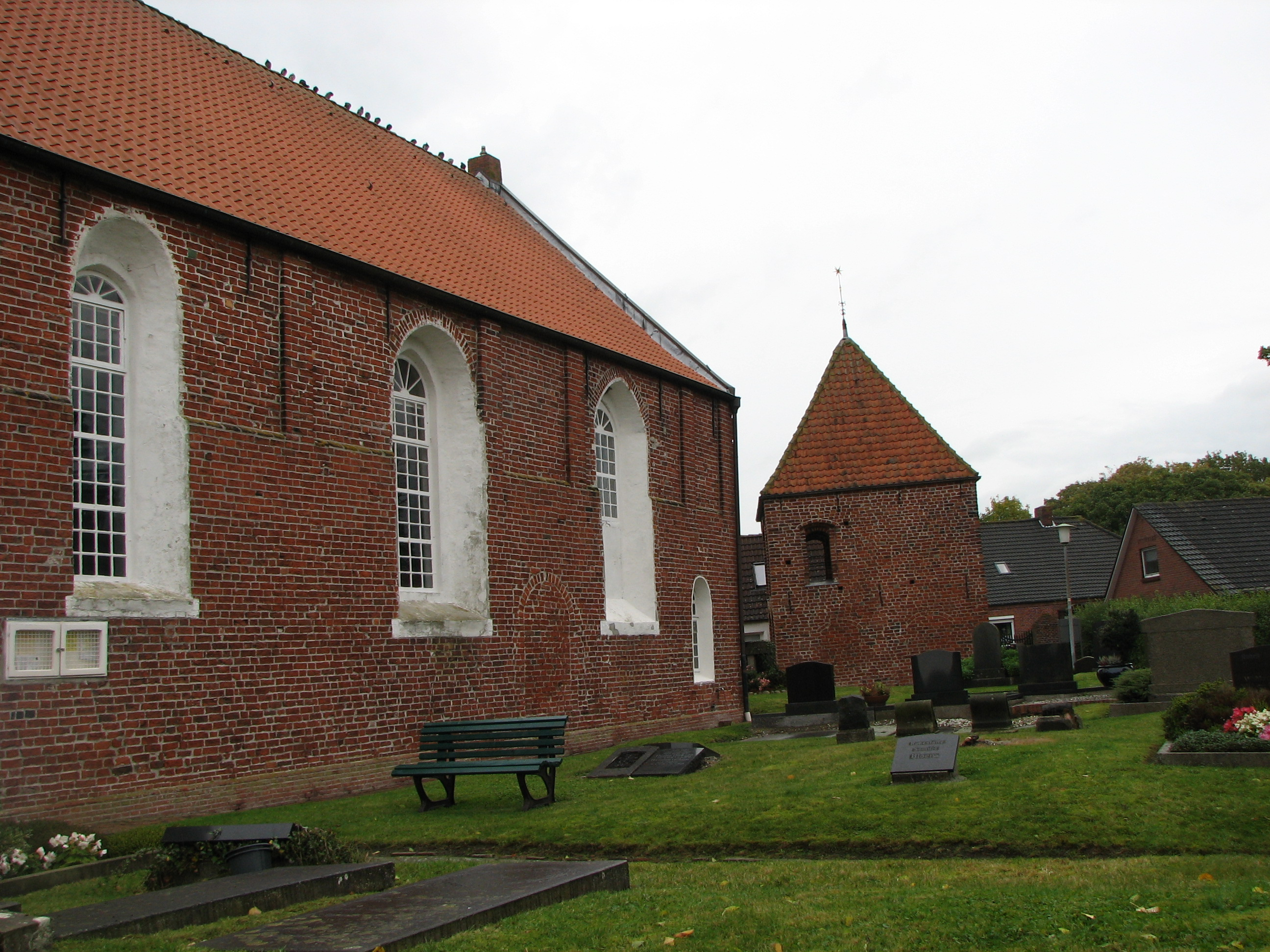
Seitenansicht der Kirche Freepsum

Jahrhundertelang waren die natürlichen Tiefs und die Entwässerungskanäle, die die Krummhörn in einem dichten Netz durchziehen, der wichtigste Verkehrsträger. Über Gräben und Kanäle waren nicht nur die Dörfer, sondern auch viele Hofstellen mit der Stadt Emden und dem Hafenort Greetsiel verbunden. Besonders der Bootsverkehr mit Emden war von Bedeutung. Dorfschiffer übernahmen die Versorgung der Orte mit Gütern aus der Stadt und lieferten in der Gegenrichtung landwirtschaftliche Produkte: „Vom Sielhafenort transportierten kleinere Schiffe, sog. Loogschiffe, die umgeschlagene Fracht ins Binnenland und versorgten die Marschdörfer (loog = Dorf). Bis ins 20. Jahrhundert belebten die Loogschiffe aus der Krummhörn die Kanäle der Stadt Emden.“ Bereits 1824 schrieb der Kulturhistoriker Fridrich Arends in seiner Erdbeschreibung des Fürstenthums Ostfriesland und des Harlingerlandes: „Mit Wasser ist kein Amt reichlicher versehen wie dieses. (…) Im Winter und Frühling geschieht der Transport des Korns und sonstiger Güter sowohl in diesem als im Greetmer Amt immer zu Wasser, welches bei den schlechten Kleiwegen in der Jahreszeit außerordentlichen Nutzen hat.“
Torf, der zumeist in den ostfriesischen Fehnen gewonnen wurde, spielte über Jahrhunderte eine wichtige Rolle als Heizmaterial für die Bewohner der Krummhörn. Die Torfschiffe brachten das Material auf dem ostfriesischen Kanalnetz bis in die Dörfer der Krummhörn, darunter auch nach Freepsum. Auf ihrer Rückfahrt in die Fehnsiedlungen nahmen die Torfschiffer oftmals Kleiboden aus der Marsch sowie den Dung des Viehs mit, mit dem sie zu Hause ihre abgetorften Flächen düngten.
Im April 1919 kam es zu sogenannten „Speckumzügen“ Emder Arbeiter, an die sich Landarbeiterunruhen anschlossen. Zusammen mit dem Rheiderland war der Landkreis Emden der am stärksten von diesen Unruhen betroffene Teil Ostfrieslands. Arbeiter brachen in geschlossenen Zügen in die umliegenden Dörfer auf und stahlen Nahrungsmittel bei Bauern, wobei es zu Zusammenstößen kam. Die Lage beruhigte sich erst nach der Entsendung von in der Region stationierten Truppen der Reichswehr. Als Reaktion darauf bildeten sich in fast allen Ortschaften in der Emder Umgebung Einwohnerwehren. Die Einwohnerwehr Loquards umfasste 50 Personen. Diese verfügten über 20 Waffen. Aufgelöst wurden die Einwohnerwehren erst nach einem entsprechenden Erlass des preußischen Innenministers Carl Severing am 10. April 1920.
Die Kreisbahn Emden–Pewsum–Greetsiel, an der Freepsum einen Haltepunkt hatte, wurde im Mai 1963 stillgelegt und nachfolgend abgebaut.
Am 1. Juli 1972 wurde Freepsum in die neue Gemeinde Krummhörn eingegliedert.

## Politik
Ortsvorsteher ist Johannes Voß.

### Wappen
| | Blasonierung: „In Blau eine goldene Wasserschöpfmühle über einem silbernen Wellenbalken im Schildfuß.“ |
| Wappenbegründung: In der Freepsumer Gemarkung standen ehemals mehrere solcher Wassermühlen, die seit 1664 der Entwässerung der drei um Freepsum gelegenen „Meere“ – Freepsumer Meer, Uhlsmeer und Sandmeer – dienten. Blau und Gold sind die Wappenfarben der Allenas, denen die heute verschwundene Burg gehörte, die 1404 im Vertrag zwischen Keno tom Brok und Folkmar Allena als dessen Besitz anerkannt wurde. | |

## Kultur und Sehenswürdigkeiten
Die Freepsumer Kirche erbauten die Einwohner um die Mitte des 13. Jahrhunderts auf dem höchsten Punkt der Warft.